# Уильямс, Леонард
Артур Леонард Уильямс (англ. Arthur Leonard Williams, 22 января 1904 — 27 декабря 1972) — британский государственный деятель, генеральный секретарь Лейбористской партии Великобритании с 1962 по 1968 год, генерал-губернатор Маврикия с 3 сентября 1968 года по 27 декабря 1972 года. Рыцарь-командор ордена Святого Михаила и Святого Георгия.

## Биография
Артур Леонард Уильямс родился 22 января 1904 в Ливерпуле. Рано начал работать на железной дороге, мальчиком выполнял грязную работу по очистке от сажи паровых котлов и двигателей. После Первой мировой войны стал участвовать в профсоюзном движении. С 1952 по 1962 год был национальным агентом Лейбористской партии Великобритании, а с 1962 по 1968 год — генеральным секретарём партии. После ухода в отставку он был посвящён в рыцари и в 1968 году назначен генерал-губернатором Маврикия и служил в этой должности до своей смерти. Также, Уильямс принимал участие в скаутском движении.